# Fordia
Fordia es un género de plantas con flores  perteneciente a la familia Fabaceae. Es originario de Asia. Comprende 39 especies descritas y de estas, solo 18 aceptadas.

## Taxonomía
El género fue descrito por Nicholas Edward Brown y publicado en Journal of the Linnean Society, Botany 23(153): 160–161, pl. 4. 1886.

## Especies aceptadas
A continuación se brinda un listado de las especies del género Fordia aceptadas hasta mayo de 2015, ordenadas alfabéticamente. Para cada una se indica el nombre binomial seguido del autor, abreviado según las convenciones y usos.	
- Fordia albiflora (Prain) Dasuki & Schot
- Fordia brachybotrys Merr.
- Fordia bracteolata Dasuki & Schot
- Fordia cauliflora Hemsl.
- Fordia fruticosa Craib
- Fordia incredibilis Whitmore
- Fordia johorensis Whitmore
- Fordia lanceolata Ridl.
- Fordia leptobotrys (Dunn) Schot, Dasuki & Buijsen
- Fordia microphylla Z.Wei
- Fordia ngii Whitmore
- Fordia nivea (Dunn) Dasuki & Schot
- Fordia ophirensis Ridl.
- Fordia pauciflora Dunn
- Fordia rheophytica (Buijsen) Dasuki & Schot
- Fordia splendidissima (Miq.) Buijsen
- Fordia stipularis (Prain) Dunn
- Fordia unifoliata (Prain) Dasuki & Schot